# Тарашани
Тараша́ни — село в Україні, в Чернівецькому районі Чернівецької області. Центр Тарашанської сільської громади.

## Герб
У лазуровому щиті перекинутий срібний вилоподібний хрест, що супроводжується праворуч золотою літерою "Т," увитою срібною лавровою гілкою, зліва - золотим веретеном зі срібними нитками в стовп, внизу - золотою квіткою.

## Історія
Село Тарашани розташоване у східній частині Глибоцького району. Вперше згадується у грамоті 1418 року.
За переписом 1900 року в селі Тарашани Серетського повіту було 237 будинків, проживали 1246 мешканців: 818 українців, 42 румуни, 110 євреїв, 233 німці, 41 поляк.
У 1933 році у Тарашанах було збудовано першу школу. До 1933 року в селі існували лише початкові класи, розташовані у пристосованих приміщеннях. З 1944 р. школа іменується як Тарашанська семирічна школа, пізніше 8-річна. Вчителів присилали зі Східної України.
В 1963 р. першим директором — вихідцем з с. Тарашани був Михайло Антонович Відлінський.
1997—1998 — учні розпочали навчатись в новому приміщенні (колишньої колгоспної контори).

## Сучасність
Свого часу в селі працював завод з переробки льону, який був відомий в Україні, а місцевий колгосп спеціалізувався на вирощуванні льону. Це знайшло своє відображення в гербі села, де присутня квітка льону. Також на гербі присутній човник із шпулькою, що підкреслює розвинуте ткацтво, полотняні вироби славилися за межами району і області. Цей вид ремесла майстрині і нині передають своїм нащадкам.
У Тарашанах Глибоцького району Чернівецької області живуть люди, яким по-справжньому небайдужа доля молоді. Саме тому старші прищеплюють дітям змалку любов до творчості та праці.
А осередком цього є Будинок культури. На відміну від інших сіл, тут він справно працює, а діти можуть відвідувати аж 8 різнопланових гуртків: танцювальний, драматичний, фольклорно-етнографічний, гурток художнього читання, фізкультури та інші. Гордістю села є гуртки «Весела» та «Плай», які не пропускають жодного свята ні у селі, ні у районі.
У селі збереглися і старовинні ремесла. Мало не у кожній хаті можна побачити предмети одягу та побуту, самотужки виготовлені господинею. Тут і ткані чи вишиті рушники, і гарно оздоблені сорочки, і килими з налавниками. Раніше практично всі поважні ґаздині села цим займалися. Нині лише деякі люди. Втім, традиція ця і досі живе.
28 лютого 2022 року під час російського вторгнення окупанти обстріляли автомобіль швидкої допомоги, в якій знаходилися медичні співробітники. Медики, на щастя, залишилися живі і не травмувалися.

## Населення

### Мова
Розподіл населення за рідною мовою за даними перепису 2001 року:
| Мова       | Кількість | Відсоток |
| ---------- | --------- | -------- |
| українська | 907       | 91.90%   |
| румунська  | 69        | 6.99%    |
| російська  | 11        | 1.11%    |
| Усього     | 987       | 100%     |

Національний склад населення за даними перепису 1930 року у Румунії:
| Національність | Кількість осіб | Відсоток |
| -------------- | -------------- | -------- |
| українці       | 655            | 54,13 %  |
| румуни         | 179            | 14,79 %  |
| росіяни        | 153            | 12,64 %  |
| німці          | 150            | 12,40 %  |
| євреї          | 48             | 3,97 %   |
| поляки         | 25             | 2,07 %   |

Мовний склад населення за даними перепису 1930 року:
| Мова       | Кількість осіб | Відсоток |
| ---------- | -------------- | -------- |
| українська | 820            | 67,77 %  |
| німецька   | 182            | 15,04 %  |
| румунська  | 166            | 13,72 %  |
| польська   | 23             | 1,90 %   |
| їдиш       | 19             | 1,57 %   |

## Туристичні заклади
У селі діє готельно-ресторанний комплекс «Георг Парк», збудований у 2014 році на базі Тарашанського туристичного комплексу. Комплекс має розгалужену інфраструкутру: готельно-ресторанне господарство, котеджний блок, кілька зон для відпочинку в альтанках й дитячі атракціони, фітнес-клуб, аквазона, SPA-центр, комплекс лазень і саун, мережа барів і кафе, конференц-хол для організації бізнес заходів. У липні 2014 року відкрито басейн. У 2015 році комплекс доповнено сучасними спортивними майданчиками для великого тенісу, міні-футболу, волейболу (окремо — пляжного волейболу) та баскетболу.
На північний схід від села розташована ботанічна пам'ятка природи «Францталь».

### Галерея

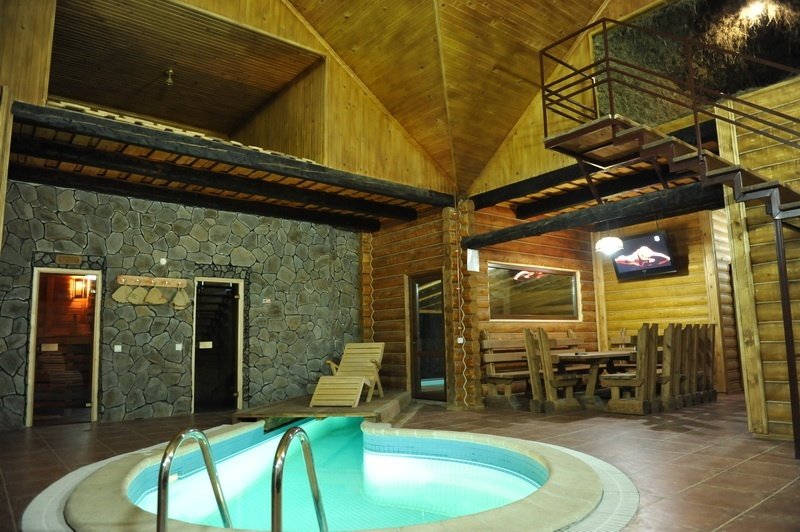
Сауна
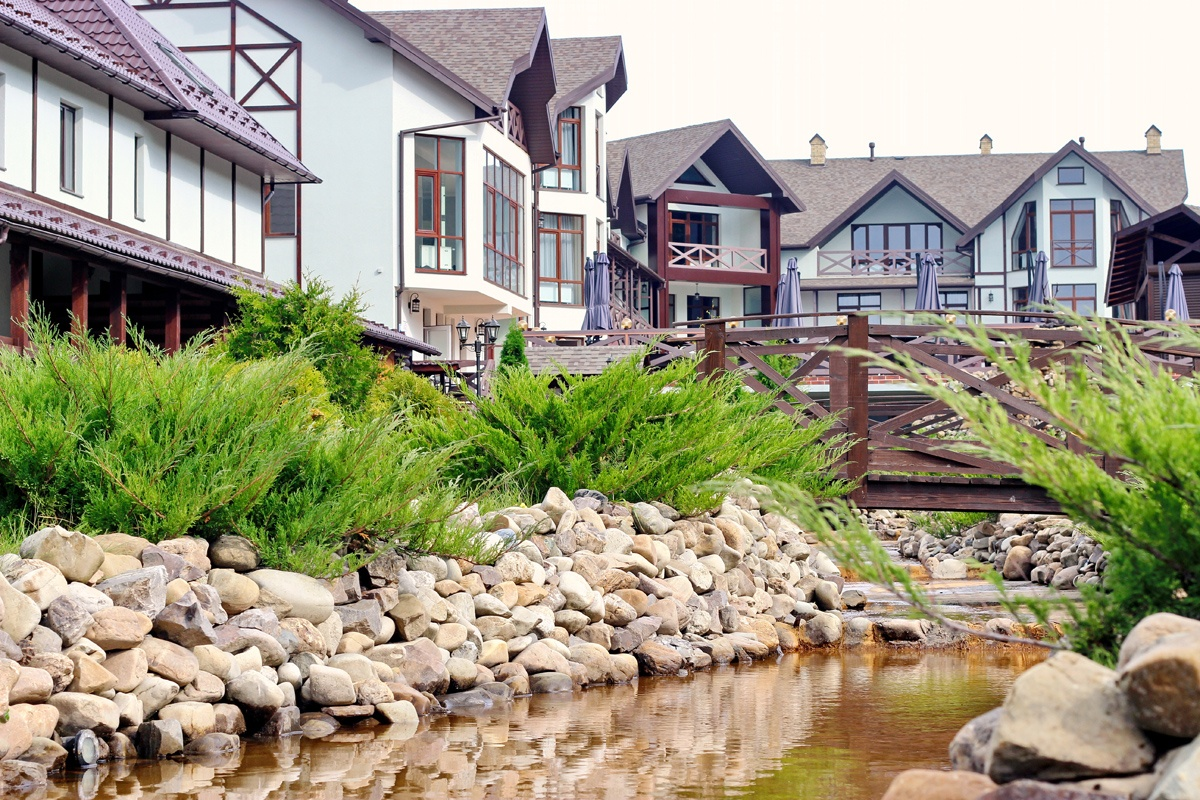
Дворик
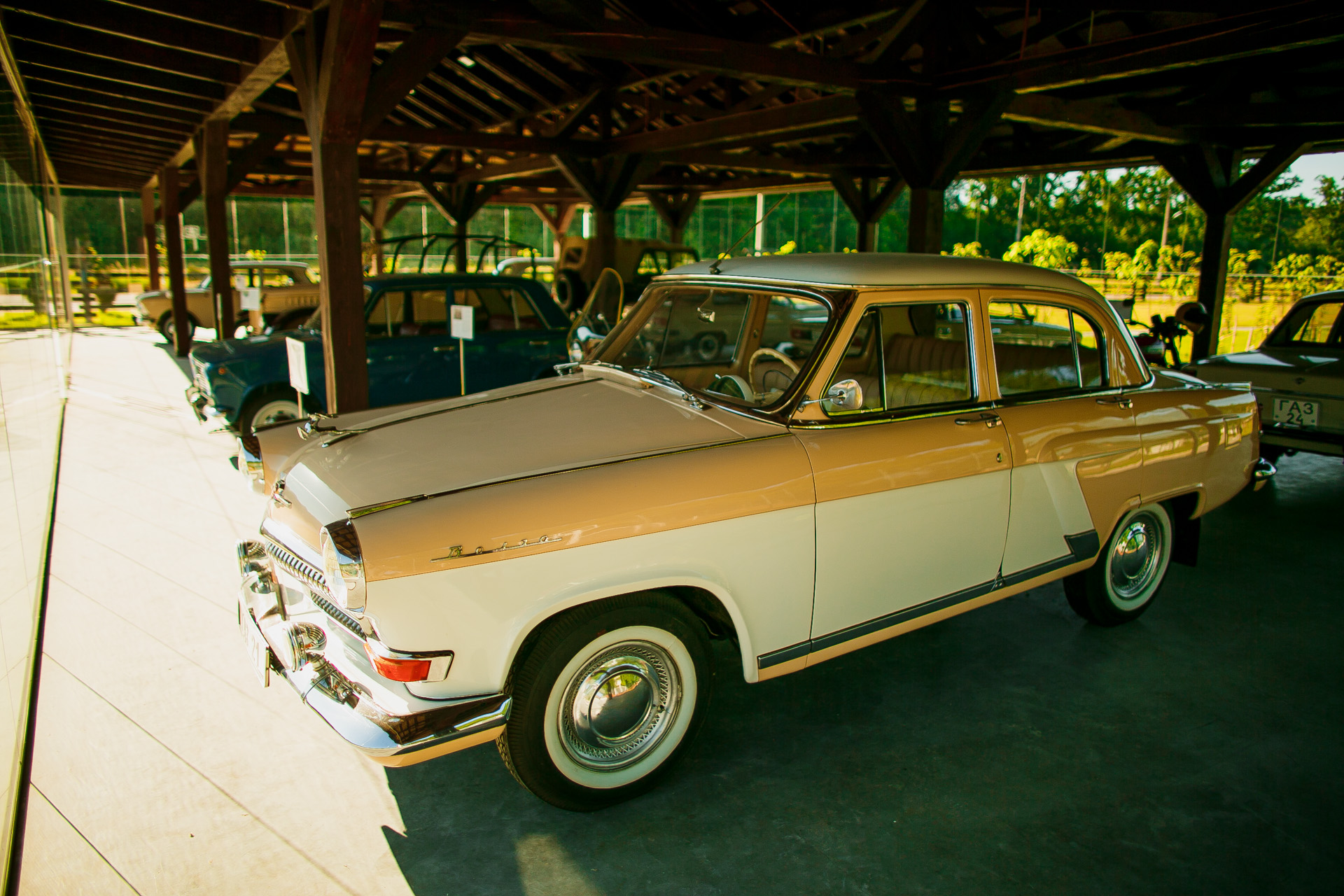
Раритетні авто
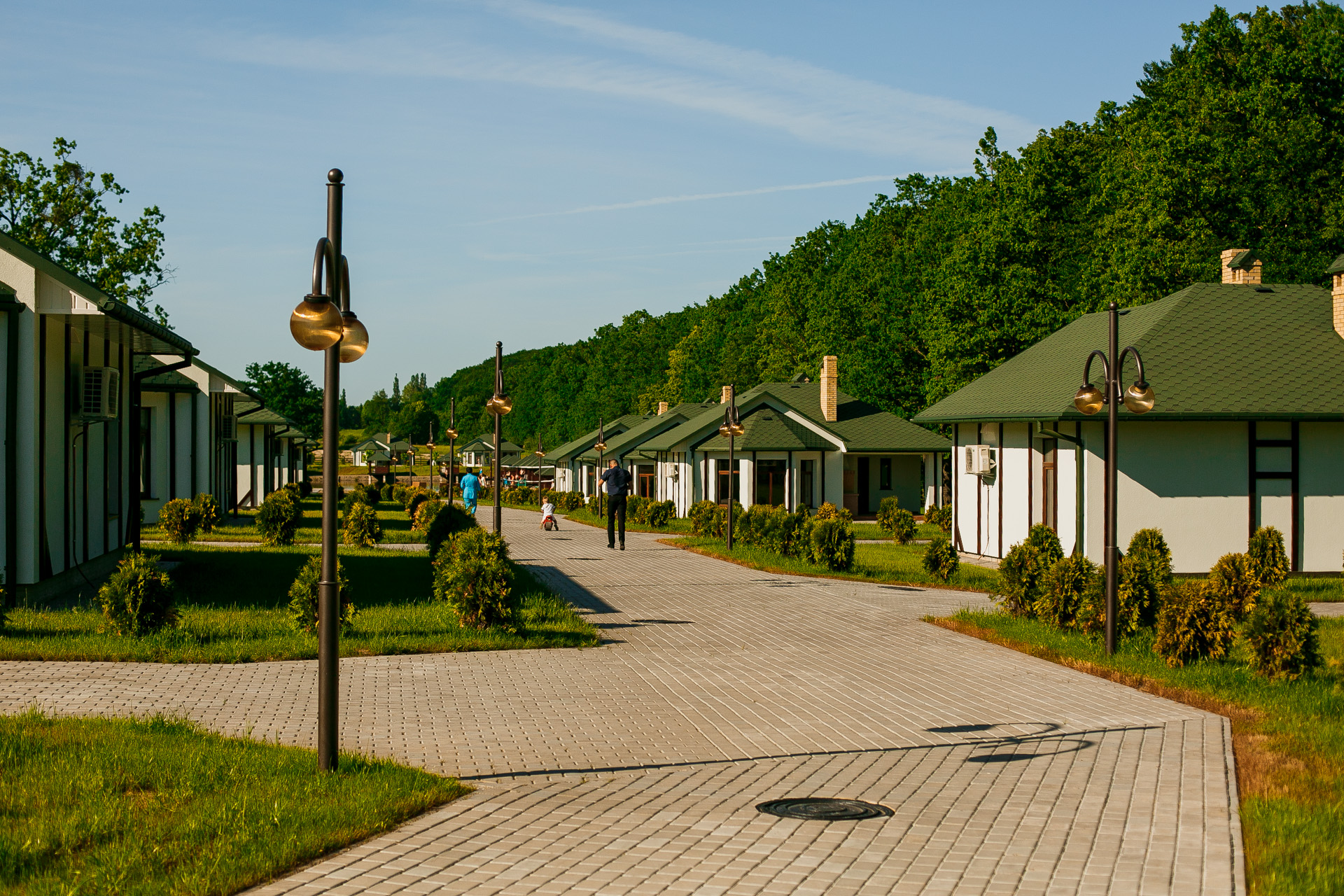
Котеджне містечко